# Safer Internet Day
O Dia Internacional para uma Internet Segura (Safer Internet Day, em inglês) é uma campanha internacional para chamar a atenção para o "uso responsável, respeitoso, crítico e criativo" da tecnologia. É comemorado na segunda terça-feira de fevereiro de cada ano. O lema para 2022 foi "Juntos por uma Internet melhor".
Originalmente Safer Internet Day foi proposto em 2004 pela União Europeia no âmbito do projeto SafeBorders e adotado pela rede Insafe. Desde então se espalhou e atualmente é comemorado em mais de 100 países ao redor do mundo, embora tenha passado de ser comemorado na primeira terça-feira de fevereiro de cada ano, para a segunda. Insafe é uma rede europeia de centros que promovem uma internet mais segura, desde 2016 denominada Better Internet for Kids.
O objetivo desta data é promover e debater a necessidade de uma Internet mais segura, principalmente para meninas, meninos e adolescentes. Todos os anos, desde a página oficial deste programa, é proposto um tema sobre o qual refletir sob a ideia de que "Juntos podemos fazer uma Internet melhor". Existe ainda um mapa que mostra todas as iniciativas a nível mundial e permite-lhe registar as suas próprias atividades. Também oferece recursos de formação para jovens e suas famílias.

Do cyberbullying às redes sociais, todos os anos o Safer Internet Day visa aumentar a conscientização sobre questões emergentes online e escolhe um tema que reflita as preocupações atuais.

Safer Internet Day

## Slogans para o Dia Internacional da Internet Segura
| Ano  | Lema                                                                               | Referência |
| ---- | ---------------------------------------------------------------------------------- | ---------- |
| 2019 | Uma internet melhor começa com você: Vivendo com respeito para uma internet segura | [ 6 ]      |
| 2020 | Juntos e juntas por uma Internet segura                                            | [ 7 ]      |
| 2021 | Uma internet melhor começa com você: mais conectado, mais seguro                   | [ 8 ]      |
| 2022 | Juntos por uma Internet melhor                                                     | [ 2 ]      |